# Сова, Ромен Ефимович
Ромен Ефимович Сова (укр. Ромен Юхимович Сова; 5 ноября 1938, Киев — 22 декабря 2001, Киев) — член-корреспондент Украинской экологической Академии наук, доктор медицинских наук, профессор.

## Научная деятельность
С 1961 года работал санитарным врачом Рубежанского химического комбината, с 1963 года главным санитарным врачом Рубежного. С 1965 года — младший научный сотрудник Киевского НИИ гигиены труда и профзаболеваний, где получил учёную степень кандидата медицинских наук. С 1971 года научная деятельность Ромена Ефимовича связана с ВНИИГИНТОКС (сейчас Институт экогигиены и токсикологии им. Л. И. Медведя). За 26 лет работы в институте он прошёл путь от младшего научного сотрудника до заместителя директора по научной работе. Главным направлением его деятельности явилась методология оценки риска химических веществ для здоровья человека и окружающей среды. Он принял активное участие в разработке новых направлений в токсикологии и гигиене — комплексного гигиенического нормирования пестицидов, в том числе в почве, применения математических методов оценки и прогнозирования реальной опасности накопления пестицидов в окружающей среде и организме человека. Является соавтором гигиенической и эколого-гигиенической классификаций опасности пестицидов. Как токсиколог внёс значительный вклад в разработку проблемы биологической нормы лабораторных животных, в методологию и методику изучения комбинированного, комплексного и сочетанного действия химических веществ и других факторов.
В 1969 году защищает кандидатскую диссертацию на тему «Основные вопросы гигиены труда в производстве альдегидов и спиртов методом оксосинтеза». В 1989 году защищает докторскую диссертацию на тему «Принципы и методические основы интегральной гигиенической оценки опасности пестицидов».
Им был организован Всесоюзный центр «Диоксин», начаты научные исследования по этой проблеме, разработаны первые гигиенические нормативы наиболее опасных загрязнителей окружающей среды. Он являлся экспертом ВОЗ по проблеме диоксинов, экспертом по проблеме стойких органических загрязнителей в Программе ООН по окружающей среде, членом Комитета по вопросам гигиенической регламентации МЗ Украины. Роменом Ефимовичем подготовлено 5 кандидатов медицинских наук, опубликовано 7 монографий и более 230 научных работ. Увлекался шахматами (первый разряд с выполненными баллами кандидата в мастера спорта СССР) и стоклеточными шашками (первый разряд по итогам турнира в Бердянске).

## Труды
- Трахтенберг И. М., Сова Р. Е., Шефтель В. О., Оникиенко Ф. А.. Показатели нормы у лабораторных животных в токсикологическом эксперименте. Современные представления и методические подходы, основные параметры и константы. М. : Медицина, 1978. — 176 стр.[2]
- Шефтель В. О., Дышиневич Н. Е., Сова Р. Е. Токсикология полимерных материалов. К.: Здоровья, 1988. — 216 с., ч/б ил. — ISBN 5-311-00002-3.
- Трахтенберг И. М., Сова Р. Е., Шефтель В. О., Оникиенко Ф. А. Проблема нормы в токсикологии. — М.: Медицина, 1991.
- Дышиневич Н. Е., Сова Р. Е. Полимерные строительные материалы и синдром «больного здания». — Киев: Наукова думка, 1998.

## Публикации
1. Сова Р. Е. Вопросы кинетики пестицидов в системе «Окружающая среда - человек». Всесоюзная конференция Современные вопросы токсикологии и гигиены применения пестицидов и полимерных материалов. К., 1985.
2. Сова Р. Е. Сравнительный анализ эффективности математических планов эксперимента при изучении стойкости пестицидов в почве. Миграция загрязняющих веществ в почвах и сопредельных средах. Труды 3-го Всесоюзного совещания. Обнинск, сентябрь 1981. Ленинград, 1985, с. 28-31.
3. Сова Р. Е. Указания по опытно-производственному применению фундазола 50 %, с добавкой эмульсии 97 %. М., 1985, 5 с.
4. Сова Р. Е. Указания по опытно-производственному применению бродифакума 0.1%-ного порошка в борьбе с серой крысой и домовой мышью. М., 1985, 5 с.
5. Сова Р. Е. Указания по опытно-производственному применению гранулированной приманки в борьбе с серой крысой и домовой мышью. М., 1985, 4 с.
6. Сова Р. Е. Указания по применению зупарена, 50% с. п. на женьшене. М. 1986, 5 с.
7. Сова Р. Е. Указания по применению хомецина, 80 % с. п. на женьшене. М. 1986, 5 с.
8. Спыну Е. И., Сова Р. Е. Гигиенический скрининг опасности пестицидов. В сборнике: проблемы охраны здоровья населения и защиты окружающей среды от химических вредных факторов. Тезисы докладов I Всесоюзного съезда токсикологов. Ростов-на-Дону, 1986, с. 84.
9. Спыну Е. И., Сова Р. Е., Строй А. И., Федорищак Т. А. и др. Обоснование гигиенического норматива содержания гетерофоса в почве. Гигиена и санитария, 1986, № 3, с. 75-77.
10. Каган Ю. С.[укр.], Сова Р. Е. Проведение исследований по изучению эффектов действия химических веществ. М. 1986, 14 с.
11. Спыну Е. И., Сова Р. Е. и др. Санитарно-гигиенические нормы предельно допустимых количеств (ПДК) и ориентировочно-допустимых количеств (ОЛК) пестицидов в почве. Сан П и Н 42-128-4275-87, Москва, 1987, 10 с.
12. Спыну Е. И., Сова Р. Е. и др. Методические указания по представлении и порядку рассмотрения материалов по обоснованию гигиенических нормативов содержания пестицидов в почве. Москва, 1987, 7 с.
13. Спыну Е. И., Сова Р. Е. Пути интенсификации в гигиене применения пестицидов. Гигиена и санитария, 1988. № 1, с. 69-71.
14. Спыну Е. И., Сова Р. Е., Федорищак Д. А. Гигиеническое обоснование ПДК дурсбана в почве. Гигиена и санитария, 1988. № 9, с. 73-74.
15. Антонович Е. А., Сова Р. Е. Методические указания по гигиенической оценке новых пестицидов. Составители и др. Киев, 1988.
16. Сова Р. Е., Акопян А. Г. Некоторые аспекты оценки экономической эффективности исследований по гигиене применения пестицидов и регуляторов роста растений. Всесоюзная научно-практическая конференция. Совершенствование охраны труда в республиках Средней Азии. 29-31 марта 1988. Тезисы. Ташкент, 1988, с. 16-18.
17. Сова Р. Е., Каган Ю. С., Златев З. Д. Съвременни методични подходи за оценка на ефекта на комбинирапото действие на химическите вещества. Пети национален конгрес по хигиена. Резюмета на докладите. София, 1988, с. 132.
18. Шефтель В. О., Дышиневич Н. Е., Сова Р. Е. Токсикология полимерных материалов. Киев, Здоров'я[укр.], 1988.
19. Сова Р. Е. Экономические аспекты охраны окружающей среды от загрязнения пестицидами. В сборнике: Проблемы обоснования и реализации мероприятий по минимизации негативного воздействия на подземные воды сельскохозяйственных удобрений. Материалы республиканской научно-практической конференции. Киев, 1989, с. 115-118.
20. Харченко Т. Ф., Науменко В. В., Сова Р. Е., Товстенко А. И. К вопросу проведения токсиколого-гигиенической экспресс-оценки новых неметаллических материалов. / Актуальные проблемы гигиенического регламентирования химических факторов в объектах окружающей среды. Тезисы докладов всесоюзной конференции. Пермь, 1989, с. 200-201.
21. Спыну Е. И., Сова Р. Е., Осипенко В. В. Задача классификации пестицидов как элемент экспертной системы. Всесоюзная конференция «Проблемы разработки и внедрения экспертных систем». Тезисы докладов. Москва, июнь 1989, с. 100-101.
22. Спыну Е. И., Сова Р. Е., Моложанова Е. Г. Эколого-гигиеническая классификация пестицидов. Гигиена и санитария, 1989, № 2.
23. Спыну Е. И., Сова Р. Е., Моложанова Е. Т. Экологическая классификация пестицидов. Гигиена и санитария, 1989, № 2, с. 66-68.
24. Спыну Е. И., Болотные А. В., Сова Р. Е., Баран В. Н. Пестицидосберегающие технологии — путь охраны здоровья работающих и населения. Гигиена труда и профессиональных заболеваний, 1990, № 6, с. 5-10.
25. Польченко В. И., Сова Р. Е. Актуальные эколого-гигиенические аспекты химизации сельского хозяйства. Проблемы экологии и пути их решения: материалы конференции Военной Академии ПВО СВ МО СССР, 1991, с. 64.
26. Шефтель В. О., Сова Р. Е. Проблема нормы в токсикологии. Гигиена труда и профзаболевания, 1992.
27. Филатов Б. Н., Сова Р. Е. Эколого-гигиенические проблемы загрязнения окружающей среды полихлорированными бициклическими ароматическими углеводородами. Гигиена и санитария, 1993, № 2, с. 45-47.
28. Спыну Е. И., Иванов Л. Н., Сова Р. Е. Прогноз риска новых пестицидов для человека. Гигиена и санитария, 1993, № 2, с. 75-76.
29. Сова Р. Ю., Дмитренко М. К., Шиліна В. Ф., Кімко П. О., Шандренко С. П. Дослiдження бiологiчної дiї соняшникової олiї "Українська" на органiзм щурiв. Дозвiлля та здоров'я, 1999. № 4, с. 30-36.
30. Проданчук М. Г.[укр.], Сова Р. Ю. Оцiнка небезпеки забруднення навколишнього середовища дiоксинами та бiфенiлами при термiчнiй переробцi твердих поубтових вiдходiв. Тези доповiдей мiжнародної конференцiї. Львiв, 1999, стр. 16.
31. Сененко Л. Г., Сова Р. Е. и др. Принципы гигиенических исследований текстильных материалов и одежды в соответствии с современными требованиями европейских стандартов. // В кн. "Тези доповiдей I-го з'їзду токсикологiв України 11-13 жовтня 2001 р. м. Київ. — К., 2001. с. 203.
32. Иванова Т. П., Повякиль А. И., Сова Р. Е., Семенюха А. И. Актуальные проблемы: Токсикология парфюмерно-косметической продукции. Тези доповiдей I-го з'їзду токсикологiв України 11-13 жовтня 2001 р. м. Київ. — К., 2001. с. 27-28.
33. Сененко Л. Г., Сова Р. Е., Никольский В. В. Гигиентические исследования хлопчатобумажных тканей предназначенных для изготовления постельного белья. Довкiлля та здоров'я, 2001, № 3, с. 67-70.
34. Сова Р. Е., Сноз С. В., Медведев В. Н. Экотоксикологические и юридические аспекты проблемы полихлорированных бифенилов. Довкiлля та здоров'я, 2001, № 3, с. 13-16.
35. Сова Р. Е., Герасимова В. Г., Головащенко А. В. Использование полимерных материалов в водоснабжении. Проблемы безопасности. Коммунальное хозяйство городов. — 2001. — Вып. 29. — С. 129—130.
36. Герасимова В. Г., Свiтлий С. С., Кривочук В. Є., Сова Р. Ю., Кiндибалюк А. М., Головащенко Г. В., Любинська Л. О., Назаренко Л. Г., Корнiєць О. Дослiдження можливостi застосування препарата Р3-оксонiя актив та Р3-оксонiя актив 150 для обробки обладнання пiдприємств харчової промисловостi.Проблеми харчування. — 2006. — № 1. — с. 4.

## Семья[3]
- Отец — Ефим Маркович (Мордкович) Сова (28 апреля 1906 — 16 октября 1992), инженер-строитель.
- Мать — Юдифь Марковна (Мордковна) Сова (Ратманская) (27 августа 1911 — 4 декабря 1989), фармацевт.
- Жена — Роза Семёновна Сова (Гершман) (9 октября 1945 — 9 января 2019), биолог, библиотекарь, со-автор изобретений «Способ определения цветушности корней сахарной свеклы» и «Способ определения спелости корней сахарной свеклы», авторские свидетельства от Государственного комитета СССР по делам изобретений и открытий № 683685 (27 декабря 1976) и № 679870 (21 февраля 1977).
- Сын — Евгений Роменович Сова (род. 27 августа 1978), советник по информационным технологиям в ГП «Антонов».
- Сын — Анатолий Роменович Сова (род. 27 августа 1978), программист в EPAM.